# Maria Gontcharuk
 (juillet 2025).
Le contenu est difficilement compréhensible vu les erreurs de traduction, qui sont peut-être dues à l'utilisation d'un logiciel de traduction automatique.
 (juillet 2025).
Maria Yuryevna Gontcharuk (en ukrainien : Марія Юріївна Гончарук, ou Masha Gontcharuk (Popudnya, Oblast de Tcherkassy, 14 mai 1990) est une artiste pop russe et ukrainienne, auteure-compositrice-interprète, auteure-compositrice-interprète, mannequin, soliste du groupe pop Fabrika et superfinaliste de l'émission.

## Biographie
Masha Goncharuk est née le 14 mai 1990 dans le village de Popudnya, en Ukraine. Elle chante depuis son enfance.
À l'âge de 7 ans, elle est inscrite à l'École de musique du district du monastère, classe de piano, où elle étudie sept ans. Après son diplôme d'études secondaires, elle s'inscrit en chant soliste à l'Académie de musique de Kharkiv. Diplômée en 2009, elle intègre la Faculté des arts de l'Université nationale de la culture et des arts de Kiev. Diplômée en 2013, elle obtient le titre de directrice des variétés et des événements de masse. En 2014, elle obtient un master en arts du spectacle.

### Carrière
En 2006, elle est lauréate du concours vocal pan-ukrainien nommé d'après B. Gmiri. En 2012, elle participe en tant que mannequin à des défilés de mode sous les auspices de l'UFW. Un an plus tard, elle est deuxième dauphine du concours national Miss Ukraine 2013.
Elle a participé à l'émission de téléréalité musicale internationale « Hoča V VIA Gru », où elle a atteint la super finale avec le groupe d'Aljona Vinicka. Durant la compétition, elle a interprété les chansons suivantes : O love (Chizh i ko), I left my mind (TaTu), Chumachechaya vesna (en duo avec Potap), Popytka number 5, On (en duo avec Alena Vinnitskaya), Spice up your life (Spice Girls), Don't leave me my lover, Biologiya (VIA Gra), I believe in love. 
Après l'émission, elle a formé le groupe DINAMA avec son partenaire de téléréalité. Durant ses trois années d'existence, le groupe a sorti des chansons et des clips : Avant (musique et paroles de Masha Gontcharuk), Je crois en l'amour (paroles et musique : K. Meladze), Normale (dont Masha est l'auteure), Eto (musique de S. Kot, paroles de S. Kot et M. Gontcharuk), Attente et Goodbye boy. Masha a également animé une émission de divertissement sur la chaîne « Humour TV » intitulée Dinama Show. Quinze épisodes ont été tournés.
En 2019, après un casting exhaustif en plusieurs étapes, Maria rejoint le groupe Fabrika. Avec cette nouvelle formation, les filles enregistrent deux chansons : Mama molodaya, un mélange de deux langues, et Pozvoni, bude posmelei. Le 6 mars 2020, a eu lieu la première du single Qui te l'a dit ? (musique d'I. Matvienko ; paroles de L. Ukrainka, A. Grieg, O. Rovna et I. Matvienko), en trois langues : russe, ukrainien et géorgien. Maria a interprété cette chanson pour la première fois avec Tamara Gverdtsiteli et Valeria lors du concert anniversaire d'Igor Matvienko, le 23 février 2020.
Au printemps 2020, les filles, membres du groupe Fabrika, ont fait la couverture de mars du magazine masculin le plus populaire, Maxim. De plus, les trois filles ont été sélectionnées parmi les 100 femmes les plus sexy du magazine Maxim. Macha Gontcharuk a pris la 82e place selon les votes des lecteurs.
À l'été 2020, le clip de la troisième chanson du groupe Fabrika a été tourné, avec la participation de l'acteur populaire Gosha Kutsenko. Une anecdote est restée célèbre. Gosha Kutsenko l'a souvent racontée. 
Elle a joué dans les séries : Bar'Dak et Otcy.

### Carrière solo
Marija a commencé sa carrière solo le 2 décembre 2020, en tant qu'auteure-compositrice-interprète de la chanson Je te trouverai.

## Récompenses
- En tant que membre du groupe Fabrika : Tube de l'année Mama Moloday - Persona Awards 2020[9].